# Epiplema detecta
Epiplema detecta är en fjärilsart som beskrevs av W. Warren 1906. Epiplema detecta ingår i släktet Epiplema och familjen Uraniidae. Inga underarter finns listade i Catalogue of Life.